# Khâlot
Vous pouvez aider à l'améliorer ou bien discuter des problèmes sur sa page de discussion.
- Le fond est à vérifier. Si vous venez d’apposer le bandeau, merci d’indiquer ici les points à vérifier. (Marqué depuis septembre 2016)
- Il peut contenir un travail inédit ou des déclarations non vérifiées. Vous pouvez l’améliorer en ajoutant des références. (Marqué depuis janvier 2015)

Vous pouvez aider à l'améliorer ou bien discuter des problèmes sur sa page de discussion.
- Il doit être débarrassé d’une partie de son jargon. Sa qualité peut être largement améliorée en utilisant un vocabulaire directement compréhensible par le plus grand nombre. (Marqué depuis novembre 2015)

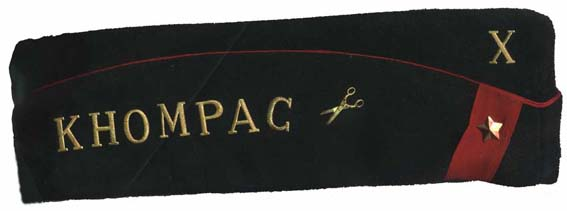
Un khâlot vu de profil.

Le khâlot (dérivé orthographique de « calot ») est une coiffe traditionnelle/folklorique des étudiants de quelques classes préparatoires très minoritaires en France. C'est un « bonnet de police » de différentes couleurs selon la filière. 
Le port du khâlot symbolise sa vie d'étudiant. Il témoigne de l'intérêt porté à la vie et aux traditions de son lycée ainsi que de ses différentes responsabilités ou exploits au cours de ses années en prépa.

## Histoire
À l'origine, les prépas scientifiques avaient pour but de former leurs élèves afin qu'ils puissent intégrer une école militaire (École Navale, Saint-Cyr, École de l'air, Polytechnique…). Le calot militaire a donc été porté au départ par imitation de leurs ainés.
Le khâlot s'est peu à peu enrichi de couleurs, d'insignes et de rubans.
Il n'est de nos jours porté régulièrement que par les élèves de quelques prépas. Le Khalôt et les traditions liées permettent d'entretenir un esprit de bonne camaraderie de classe.

## Une coiffe codifiée
Les élèves de prépa souhaitant porter le khâlot doivent se soumettre à un certain nombre de « règles »[source insuffisante], assez larges pour permettre toutes les fantaisies et assez strictes pour réaliser l'uniformité au sein du groupe, tout en laissant libre cours à l'imagination des étudiants.
Les couleurs, symboles et langages de la prépa sont mêlées et probablement issues en grande partie des traditions des Grandes Écoles, en particulier des traditions parisiennes, et surtout celles de l'École polytechnique (elles-mêmes issues pour partie de traditions militaires) reprises par les préparationnaires comme insignes de leurs ambitions.
Ces traditions trouvent un fond commun dans les traditions universitaires (comme la faluche, dont le khâlot est la version "militaire", issue de la militarisation des Lycées par Napoléon) dont elles reprennent de nombreux attributs (rubans, lettres brodées ou dorées).

### Couleurs
Traditionnellement les couleurs adoptées sont : 
- pour les taupins : bleu-noir à liseré rouge ou jaune (le noir et rouge étant les couleurs de l'uniforme des polytechniciens) ;
- pour les khâgneux : marron à liseré jaune ou rouge (jaune pour les A/L et rouge pour les B/L) ;
- pour les BCPST dit agros : vert à liseré jaune ;
- pour les ECS dit épiciers : bleu ciel ;
- pour les BCPST dit vétos : rouge.

Cependant, pour les Corniches de Lycée Militaires, les couleurs ne suivent pas le codes des CPGE civiles. Le code couleur choisit a un lien avec le parrain de la Corniche. Par exemple, pour les CPGE du Lycée Militaire de Saint-Cyr, le Khâlot est bleu gris à liseré vert, couleurs du calot des tirailleurs marocains, arme du Sous-Lieutenant Pol Lapeyre.

### Inscriptions du nom du lycée
Le terme « baz », diminutif de « bazar », signifiant nouvel élève en école (ESM) en argot.
Exemples :
- pour le lycée Louis-le-Grand : « Baz Grand »
- pour le lycée du Parc : « Baz Parc »
- pour le lycée Hoche : « Baz Hoche »
- pour le lycée Saint-Louis : « Baz Louis »
- pour le lycée Janson-de-Sailly : « Baz Janson »

Ces appellations sont inscrites sur le Khâlot.

### Postes
Certains élèves occupant des postes précis[source insuffisante] peuvent mettre un signe distinctif :
- Z : Président ou Prez' (d'où le Z), il tient la feuille d'absences et le cahier de textes, il relie la classe au reste des instances administratives ;
- K$ : "Trésorier". Le potassium et le soufre feraient précipiter l'or... une autre explication serait qu'il s'occupe des « Khestions de Sous » ou encore qu'il gère la "Khaisse à sous". Il récolte l'argent pour diverses occasions (repas de classe, khâlots, zinzins…) ;
- Sigma : il gère la roulette des khôlles. Généralement, les récompenses découlant de ce genre de poste ne seront pas à la hauteur du labeur à fournir.

Dans la plupart des prépas (ni à Faidherbe, ni à Baggio), de nos jours, le Z cumule les trois postes, et les autres appellations sont tombées en désuétude.
Dans certaines prépas aux traditions d'internat vivaces, comme Ginette, Faidherbe ou Baggio, d'autres appellations spécifiques distinguent certains élèves. On peut ainsi retrouver la Miss, le Sex B, le Tan Phi, le CDO... autant de fonctions plus ou moins honorifiques propres à chaque lycée, voire à chaque classe. Quant aux Corniches de Lycées Militaires, le petit bureau, le Z Géné et les Z et VZ s'occupent toujours de l'organisation des traditions.

### Les lycées militaires
Les élèves des lycées militaires portent le calot, mais celui-ci est réglementé et sujet à bien moins de fantaisies que le calot des préparations "civiles". Néanmoins, les traditions étant vivaces, ce qui n'est pas fait à l'extérieur, se retrouve caché à l'intérieur.
Deux calots sont usuellement arborés par les fiers brutions, kheuneus ou autres gais lurons provenant de corniches diverses et bahutées :
- un calot d'uniforme, porté en permanence par les élèves dès lors qu'ils sont à l'extérieur (étant assimilé à un attribut militaire, son port est en théorie interdit hors des bases militaires, sauf exception) . 
- un calot plus pernicieux, dit "de tradition" et qu'il est plus difficile d'apercevoir pour les non initiés, notamment les légions de "pac" qui fournissent les rangs des élèves lycéens aspirant bacheliers. 

### Collège Stanislas de Paris

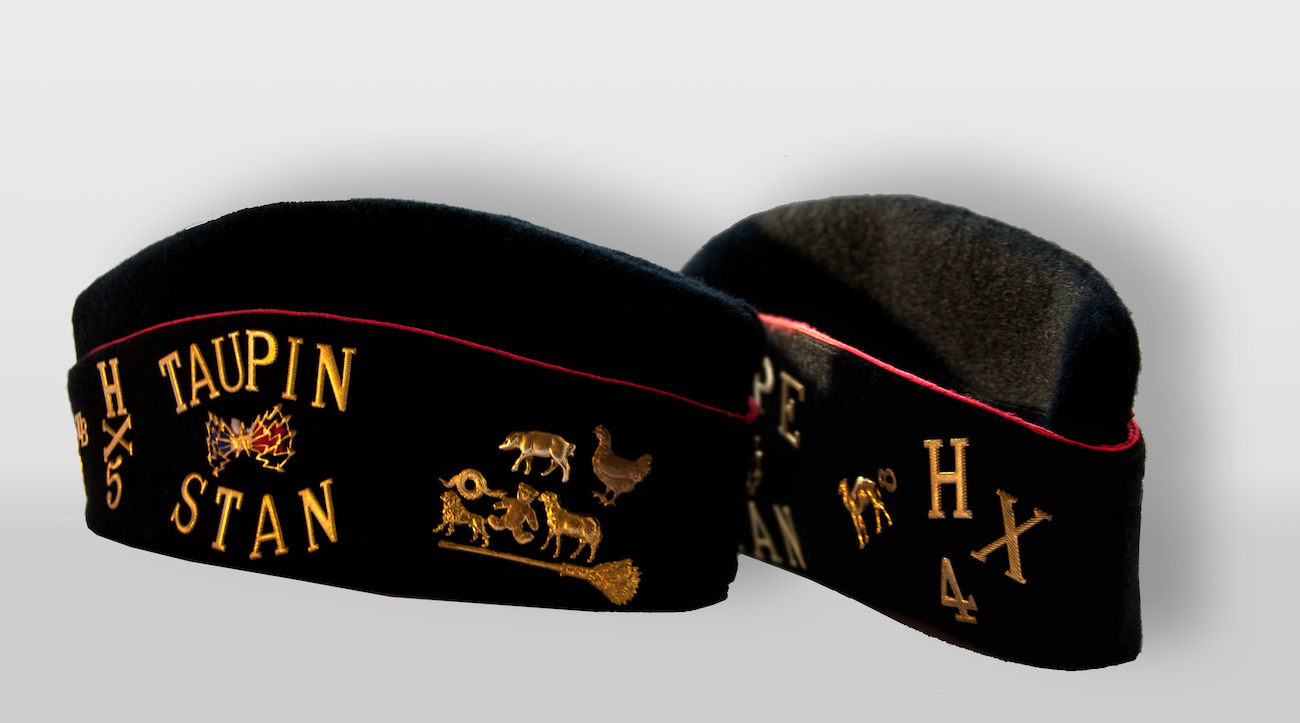
Deux khâlots du lycée Stanislas.

Le lycée Stanislas à Paris possède des traditions légèrement différentes, qui demeurent relativement vivaces, les élèves ne portant plus (sauf exception, lors de l'intégration ou de quelques sorties) leur khalôt à l'extérieur du lycée, mais en intérieur pour quelques occasions dans l'année, notamment lors des Joutes oratoires opposant les diverses classes.
Les couleurs réglementaires des calots sont les mêmes, excepté pour les khâgnes B/L qui possèdent le calot vert. Contrairement à Faidherbe, l'Epsilon est porté par tous les titulaires du Baccalauréat, quelle que soit la filière, avec la roue dentée en plus pour un baccalauréat SI. La cérémonie de remise des calots a lieu dans les 2 premiers mois de la vie d'un préparationnaire par son parrain lors d'une cérémonie dans la cour des prépas. Les insignes arborés sur les calots sont divers et variés et ont chacun une signification particulière.
| Insignes                 | Signification                                                           |
| ------------------------ | ----------------------------------------------------------------------- |
| Périclès                 | Élève ayant fait latin ou grec au lycée.                                |
| Balai                    | Le balai est tordu si l'élève n'assiste pas aux séances de sport.       |
| Moulin                   | Jeune fille logeant en foyer de jeunes filles.                          |
| Bouteille de vin         | Une bouteille par année d'internat en prépa.                            |
| Bouteille de champagne   | Une bouteille par année d'internat du lycée.                            |
| Dromadaire et un chiffre | Nombre d'années d'étude dans un établissement privé.                    |
| Fleur de lys             | Elève étant scout ou royaliste (au carré si les deux).                  |
| Scie                     | La scie est tordue si l'élève arrête la SI en 2e année (PC ou MP info). |

De plus les élèves choisissent par classe des insignes qui représenteront chacun de leurs professeurs.

## Traditions liées
Il a existé et persiste (à Faidherbe (Lille), à Châtelet (Douai) et Baggio notamment) une tradition de serments destinés à ajouter un peu de solennité aux cérémonies entourant les khâlots. La tradition veut que le khâlot soit porté de travers (en PI/2) jusqu'à la cérémonie de retournement de khâlot où le bizuth (1er année) devient un "véritable" faidherbard  ou baggiosard après avoir récité un serment propre à sa filière,[source insuffisante].